# Amyas Connell
Amyas Douglas Connell (Eltham, 23 de junio de 1901-Londres, 19 de abril de 1980) fue un arquitecto racionalista neozelandés establecido en el Reino Unido. 

## Trayectoria
Se formó en su país natal, Nueva Zelanda. En 1923 se instaló en Inglaterra, donde amplió sus estudios en la Barlett School de Londres. En 1926 ganó el Premio de Roma.
Su primera obra de relevancia fue la casa High & Over (1929-1930), en Amersham, construida para Bernard Ashmole. Considerada la primera casa de estética racionalista construida en Inglaterra, está inspirada en las casas de campo Arts & Crafts pero construida en hormigón blanco con cubierta plana y ventanas horizontales, al estilo racionalista.
En 1930 se asoció con Basil Ward, otro arquitecto neozelandés, con el que realizó la casa New Farm en Greyswood (Surrey, 1932), característica por su planta asimétrica y una estructura de hormigón armado monolítico.
En 1933 se asociaron con Colin Lucas, formando el estudio Connell, Ward & Lucas, uno de los más vanguardistas del país, interesado especialmente en la experimentación con nuevas técnicas de construcción. Especializados en casas de ámbito privado, fueron autores de la Concrete House en Westbury-on-Trym (1934), Kent House en Chalk Fram (Londres, 1934), las casas de Parkwood Estate en Ruislip (Londres, 1935), las de Temple Gardens n.º 6 en Moor Park (1937) y de Frognal n.º 66 en Hampstead (1938), de inspiración lecorbusieriana. En 1939 disolvieron la sociedad.
Tras la Segunda Guerra Mundial, Connell se instaló sucesivamente en Tanzania y Kenia. Sus obras de esos años continuaron en la ortodoxia racionalista, pero adaptada a las condiciones ambientales del lugar. Regresó a Inglaterra en 1977.